# Tokyo Gas
Tokyo Gas — японская газовая компания. Ключевой поставщик природного газа в Токио, префектурах Канагава, Сайтама, Тиба, Ибараки, Тотиги, Гумма, Яманаси и Нагано.
В списке крупнейших компаний мира Forbes Global 2000 за 2022 год заняла 1337-е место (705-е по размеру выручки, 1199-е по активам, 1910-е по рыночной капитализации).

## История

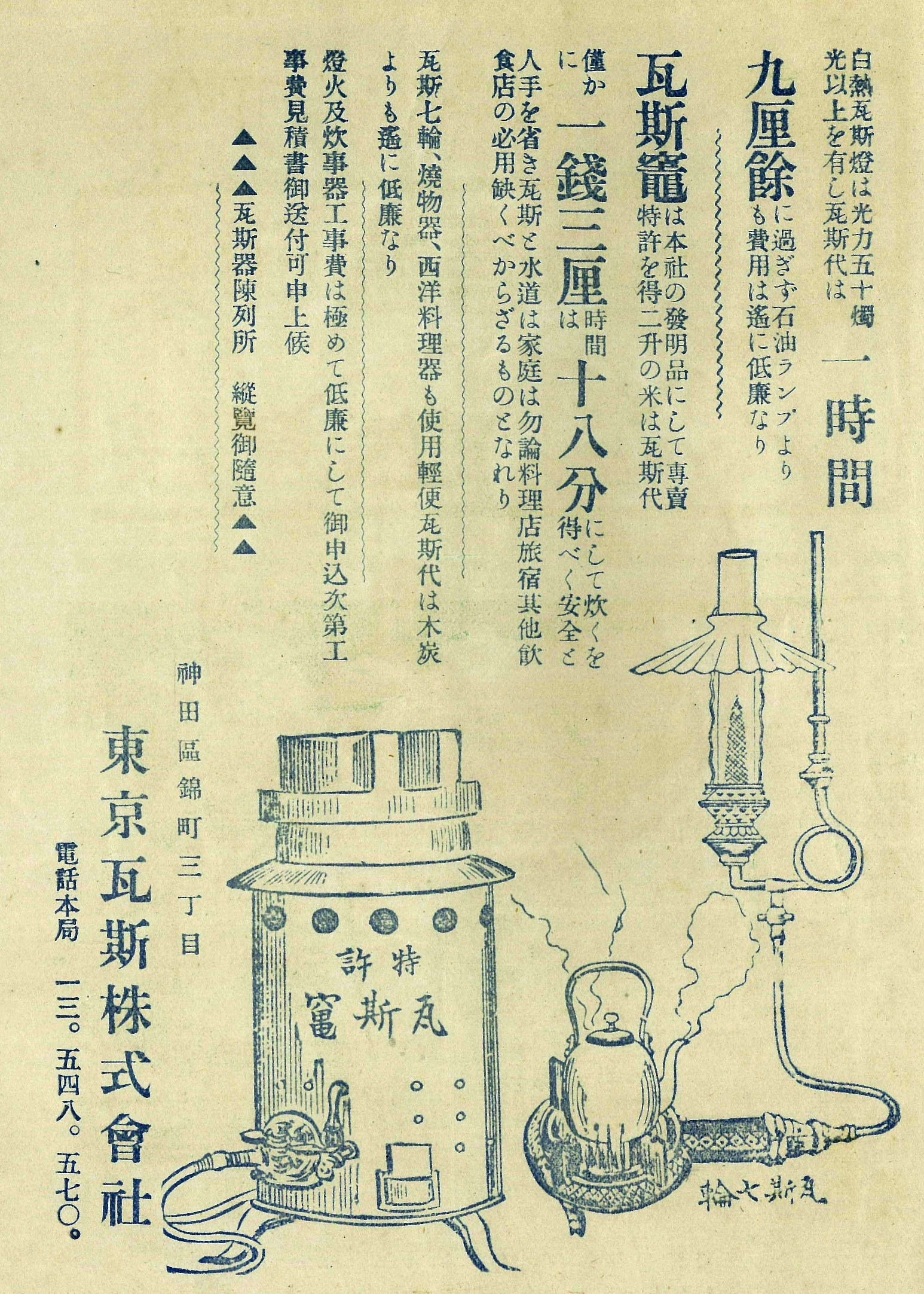
Реклама компании. 1904 год

Tokyo Gas была основана в октябре 1885 года для организации газового освещения в Токио. К 1913 году компания стала главным поставщиком газа в регионе Канто. В 1944 году все газовые компании региона были объединены с Tokyo Gas.
В начале 1950-х годов компания начала переходить с газификации угля на получение газа из нефти, в 1956 году было завершено строительство крупного нефтеперерабатывающего комплекса, производившего 2 млн м³ газа в день. К 1955 году число клиентов компании достигло 1 млн. В 1962 году начались закупки жидкого пропана у Саудовской Аравии, а также был проложен газопровод от месторождения газа у берегов префектуры Ниигата.
В мае 1966 года начал работу первый в мире СПГ-терминал Негиси. К 1966 году число клиентов достигло 3 млн. В 1968 году было сооружено крупнейшее в мире стальное газохранилище. К концу 1960-х годов 70 % энергоносителей поставлялись в Японию с Ближнего Востока. Для снижения зависимости от одного региона в 1969 году начались поставки сжиженного природного газа из Аляски, а в 1973 году — из Брунея. В феврале 1973 года был запущен СПГ-терминал Sodegaura. В том же году основана Tokyo Gas Chemical Co., Ltd.
К 1995 году число клиентов достигло 8 млн. В 1998 году введён в эксплуатацию первый в мире подземный СПГ-терминал Ohgishima. В 2001 году компания начала производство и продажу электроэнергии.
В 2007 году число клиентов компании превысило 10 млн человек.

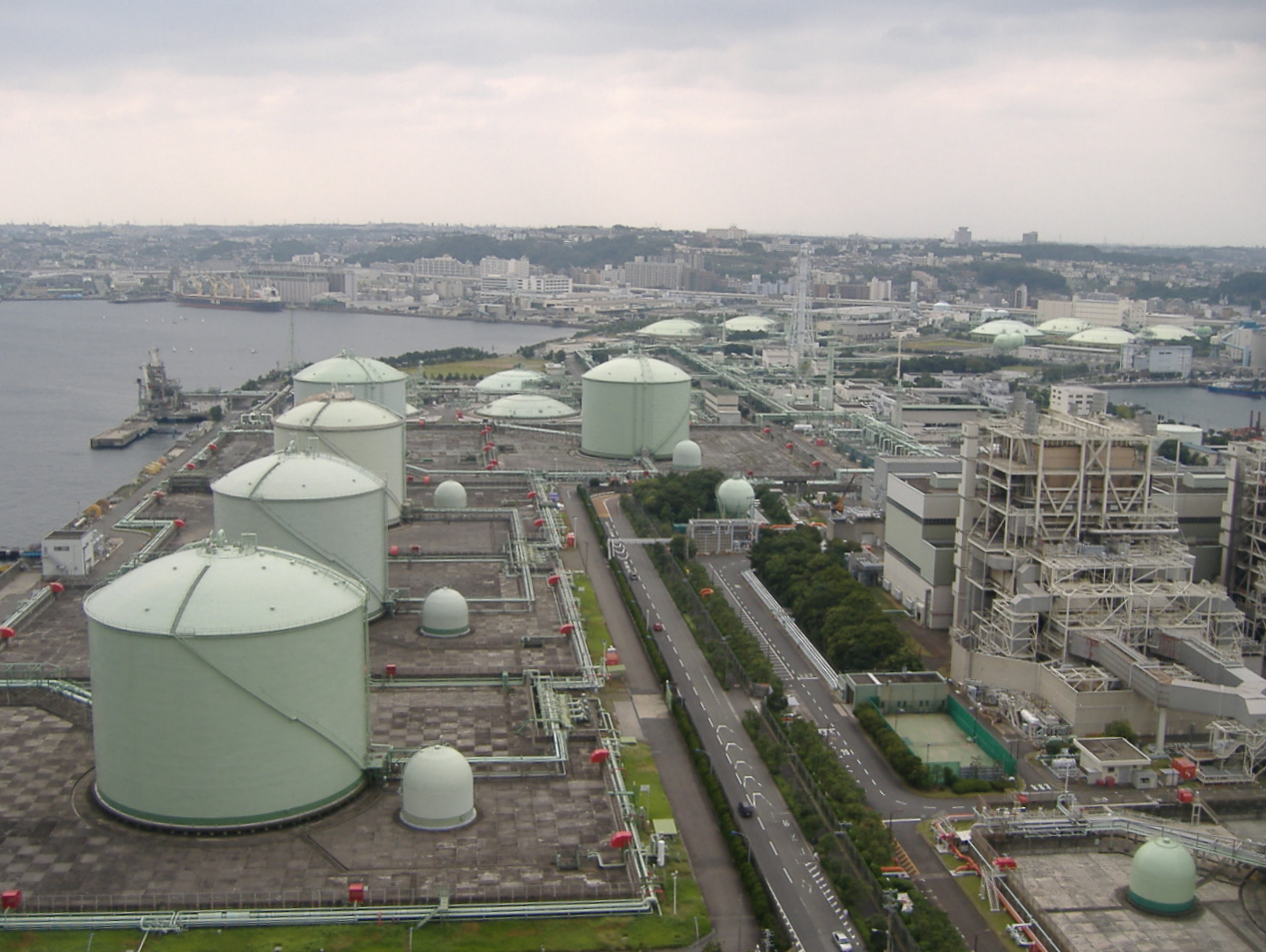
СПГ-терминал компании в Иокогаме

В финансовом году, закончившемся 31 марта 2011 года, Tokyo Gas реализовала 13 745 млн кубометров природного газа. Компания контролирует 55 574 км распределительных газовых сетей (по этому показателю уступает только Osaka Gas). Компания обслуживает более 10,5 млн клиентов. Сейчас Tokyo Gas импортирует СПГ из Катара, Индонезии, Брунея, Австралии, Малайзии и из России (Сахалин). Из Брунея газ закупается у полугосударственной Brunei LNG Sdn. Bhd. совместно с TEPCO и Osaka Gas. Согласно действующему договору ежегодно компании закупают 2,03 млн тонн СПГ, из которых 1 млн тонн приходится на Tokyo Gas.
С 2009 года компания совместно с Panasonic развивает проект внедрения топливных элементов для жилых домов. Электроэнергия в них вырабатывается в результате химической реакции между кислородом из воздуха и водородом из газа. Также как побочный продукт вырабатывается тепло, используемое для обогрева и производства горячей воды.

## Деятельность
Основные подразделения по состоянию на 2021 год:
- Городской газ и сжиженный природный газ — газоснабжение Большого Токио; 8,863 млн клиентов, 12,99 млрд м³ бытового газа (35 % от потребления в Японии); с 2018 года сжиженный газ закупается в США, а также у Брунея, Малайзии, Австралии, России, Катара и Мозамбика.
- Электроснабжение — 2,717 млн клиентов, 24,76 млрд кВт-чпсов электроэнергии.
- Зарубежная деятельность — участие в проектах в других странах, в основном связанных с добычей природного газа, его переработкой в сжиженный и транспортировка, а также возобновляемая энергетика; основные регионы: Австралия, Юго-Восточная Азия, США и Канада.
- Энергетический бизнес — проектирование и строительство энергетической инфраструктуры (СПГ-терминалов, газохранилищ, газопроводов, систем отопления и охлаждения воздуха) в Японии и других странах.
- Городское строительство — проектирование и строительство жилой и офисной недвижимости в Токио.